# Гондолоплан

Модульный самолёт—гондолоплан

Варианты гондолоплана

Гондолоплан — проект модульного самолёта, разработанный инженерами Швейцарского федерального политехнического института.
Модульный самолёт состоит из двух частей: планера и съёмного модуля (гондолы). Планер фактически является большим летающим крылом, впереди расположена кабина экипажа. Самолёт стоит на высоких неубирающихся шасси. Это позволяет снизу присоединять к рамам крыла сменные модули, которые могут быть в пассажирском и грузовом варианте.
Самолёт имеет от двух до трех турбореактивных двигателей, в различных модификациях (см. рис)
Сам модуль представляет собой фактически обычный самолётный фюзеляж, но без крыльев и хвостового киля. Подобных модулей к гондолоплану можно присоединить от одного до трех.
Подобная схема делает гондолоплан невероятно универсальным летательным аппаратом: перевезя пассажиров в заданную точку и отсоединив пассажирский модуль, обратно может вернуться уже с грузовым модулем. Современные же самолёты имеют чёткую и узкую специализацию: только пассажирский или только грузовой вариант.
Сами модули могут легко перевозиться на автомобильных тягачах с аэропорта до железнодорожной станции или морского порта. Таким образом, например, модуль вместе с пассажирами, может быть погружен на специальный тягач и доставлен к железнодорожному вокзалу. Дальше пассажиры могут продолжить путешествие по железной дороге, не выходя из модуля.
Предусмотрен и комбинированный вариант, когда к гондолоплану присоединяют и пассажирский и грузовой модули. В грузовом варианте гондолоплан становится воздушным аналогом морского контейнеровоза.
На данный момент изготовлен 10-метровый прототип модульного самолёта.